# Frank Gariepy
Frank Gariepy fut un percussionniste montréalais réputé pour sa grande polyvalence surtout durant les années 1940 et 1950.
Il se produisit à la fois sur la scène du jazz avec Oscar Peterson,, à la télévision de Radio-Canada qui en était à ses balbutiements ainsi qu'avec la Société des Concerts symphoniques de Montréal qui fut appelée à devenir l'Orchestre symphonique de Montréal.
Il se perfectionna auprès de George Braun, le célèbre timbalier du Metropolitan Opera et c'est alors qu'il reçut les félicitations des plus éminents chefs d'orchestre : Ormandy, Kurtz, Goldschmann, Monteux, Defauw, Fidler, Whiteman, Pelletier, Agostini, Durieux, Raymond Denhez, Jean Deslauriers et autres.
Il précéda d'ailleurs, à l'OSM, Louis Charbonneau, maître timbalier de réputation internationale.
Issu d'une famille réputée pour le nombre et la qualité de musiciens qu'elle produisit au Québec à partir du XIXe siècle, il était le fils de Joseph-Laurent Gariepy, cornettiste virtuose, maître en musique et chef d'orchestre réputé, lieutenant-capitaine des Victoria Rifle's et le frère d'Adrienne Gariepy, pianiste.